# Look Cycle
Pour les articles homonymes, voir Look.
Look Cycle International est une entreprise installée à Nevers, dans le département français de la Nièvre, reconnue principalement pour la fabrication de cadres de vélo en carbone, d'accessoires carbone, de vélos montés et de pédales automatiques,.

## Préambule
Look est une marque française exploitée par deux sociétés distinctes : 
- Look Cycle International ;
- Look Bindings, pour les fixations de ski qui appartient au Groupe Rossignol depuis 1994[5].

## Histoire

### Naissance de l'entreprise
Look est fondée en 1951 par Jean Beyl. L’entreprise fabrique alors des vessies de ballon en caoutchouc.
En 1947, à la suite de fractures à la jambe en pratiquant le ski, Jean Beyl a l'idée de confectionner le premier système de fixation à plaques qu'il baptise l'« Anti-Fracture ».

### Ère Bernard Tapie (1983-1989)
L'entreprise est rachetée en 1983 par Bernard Tapie, pour un franc symbolique. Elle fabrique alors des fixations de ski, et ce, depuis 1956.

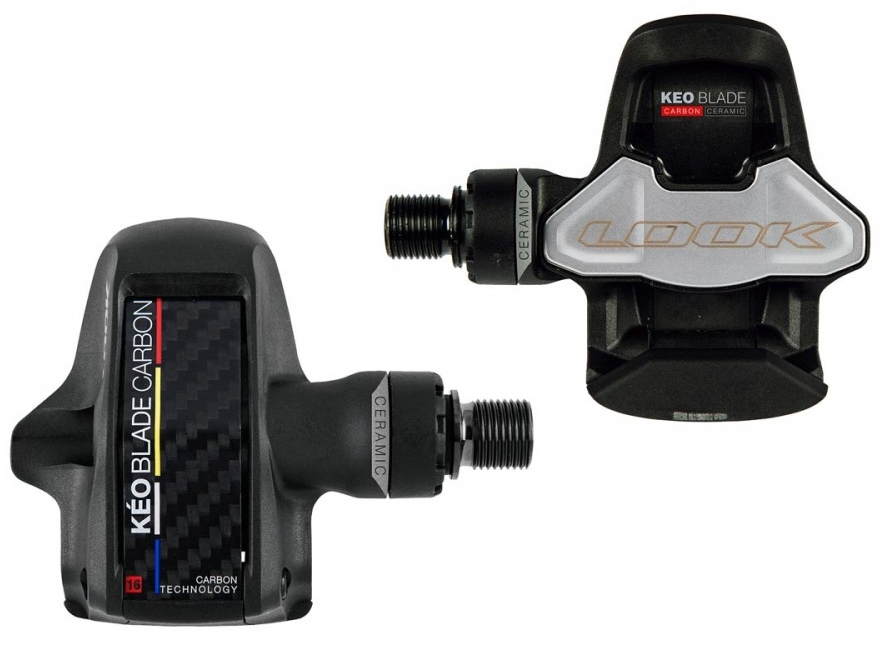
Pédale de vélo Look.

#### Invention de la pédale automatique
Des inventeurs indépendants, messieurs Badersbach et Drugeon, avaient conçu et breveté une fixation pour chaussure cycliste sur une pédale de vélo en 1978. Look a récupéré les droits du brevet et a finalisé au printemps 1984 un contrat avec les inventeurs. Les techniciens de Look avaient dès 1983 cherché à perfectionner le système initial, remplaçant les deux griffes latérales par un levier arrière emprisonnant une cale fixée sous la semelle.
En décembre 1983, Look dépose ainsi le brevet de la première pédale à fixation automatique pour cycle produite en série.
Bernard Hinault remporte le Tour de France 1985 avec ces pédales ; il s'ensuit une énorme publicité, mais le produit est rapidement concurrencé. Bernard Hinault court alors dans l’équipe La Vie claire fondée par Bernard Tapie. 

#### Les matériaux composites
En 1986, Look se lance dans la fabrication de cadres en carbone.
En 1987, le cadre KG86 Kevlar 2001 est assemblé à l’usine Soubitez de Clamecy à partir de tubes fournis par TVT (Technique du verre tissé).
La même année, le fondateur de Look, Jean Beyl, et son gendre Roland Cattin créent, toujours à Nevers, une marque concurrente : Time.
En 1988, Look démarre une production en matériaux composites « Look » utilisant la technique du soufflage.
En 1989, les cadres sont assemblés à Nevers. Le groupe Bernard Tapie vend ses parts à John Jellinek et au groupe suisse Ebel, pour 260 millions de francs.

### Années 1990
En 1990, Look rachète la marque TVT. Soubitez quitte le giron de Look et devient indépendant.
En 1994, le secteur fixations de ski est vendu à la société Rossignol. Le secteur du cycle reste indépendant. La société devient alors Look Cycle.

### Naissance de Look Cycle International
En 1998, Look Cycle dépose le bilan, est racheté par Dominique Bergin, Thierry Fournier, Jean-Claude Chrétien et une partie du personnel, et devient Look Cycle International.
En 2001, création de Look Design System, filiale industrielle dédiée de Look Cycle International en Tunisie.
Le 8 octobre 2009, Look Cycle achète la licence textile de Rossignol (matériel de ski) ; la filiale « Sports and styles » est spécialement créée. En 2012, la gamme de textile Rossignol est reprise par la marque éponyme ; les produits à la marque Look Collection restent à Look Cycle.
En 2010, Look Cycle International acquiert la société Freejump, spécialiste des étriers à fixation automatique pour sports équestres.
En 2015, Look Cycle International cède sa participation dans la société Freejump à l’investisseur Elige Capital.
En janvier 2016, Look annonce une prise de participation majoritaire au sein de la PME française spécialisée dans la conception et la fabrication de roues carbone : Corima. En entrant au capital de la société française Corima, Look choisit une solution différente de celle qui consiste à produire elle-même ses roues. Celle de s’associer avec une entreprise dont l’expérience et la notoriété sont reconnues dans ce domaine.
En juin 2016, Activa Capital prend une participation majoritaire au capital de Look Cycle,,.

## Historique des produits
Historique des produits basé sur les catalogues (une année d’écart existe entre le catalogue et la présentation produit).
| Année | Vélos route                                                                                       | Vélos piste / CLM                                                | VTT, Cyclo-cross, Gravel                                    | Pédales route                                                                             | Pédales VTT | Divers                                                                 |
| ----- | ------------------------------------------------------------------------------------------------- | ---------------------------------------------------------------- | ----------------------------------------------------------- | ----------------------------------------------------------------------------------------- | --- | ---------------------------------------------------------------------- |
| 1986  | Kevlar 2000 KG 85 Equipe KE 75 Prestige KR 65                                                     |                                                                  |                                                             | PP 75 PP 65 PS 75                                                                         | |                                                                        |
| 1987  | KG 85                                                                                             |                                                                  | VTT Carbone-Kevlar                                          | PP 76 Carbon PP 66 Course PP 56 Touring                                                   | | Pédalier carbone PP 56 Touring                                         |
| 1988  | KG 86 Kevlar 2001                                                                                 |                                                                  | AV 86 Adventure                                             | PP 76 Carbon PP 66 Racing PP 71 Elle PP 56 Touring                                        | PS 26 Réversible                                                                                                   |                                                                        |
| 1989  | KG 96 Team replica KG 76 Kevlar Hinault KG 66 Carbo Composit KG 56 Génération 4                   |                                                                  |                                                             | PP 96 Carbon Pro PP 76 Carbon PP 66 Racing PP 71 Elle PP 57 Class                         | PS 26 Réversible                                                                                                   | Max One                                                                |
| 1990  | KG 96 Team replica KG 76 Kevlar Hinault KG 66 Carbo Composit KG 56 Génération 4                   |                                                                  | MI 90 Carbon MI 90 MI 80 MI 70 MI 60 MI 50                  | PP 96 Carbon Pro PP 76 Carbon PP 66 Racing PP 71 Elle PP 56 Class                         | | Cyclelab                                                               |
| 1991  | KG 176 KG 166 KG 156                                                                              | KG 196 Monoblade KG 186 Monoblade                                |                                                             | PP 196 PP 186 PP 176 PP 166 PP 156                                                        | MP 90 |                                                                        |
| 1992  | KG 176 KG 166 KG 156                                                                              | KG 196 Monoblade KG 186 Monoblade                                |                                                             | PP 286 PP 276 PP 196 PP 186 PP 176 PP 166 PP 156                                          | MP 90 | Dynamic Positionner                                                    |
| 1993  | Aeroblade 860 Carbolook 660 KG 176 KG 166                                                         | KG 196 Monoblade                                                 |                                                             | PP 286 PP 276 PP 266 PP 256 PP 246 PP 166 PP 146                                          | S2 MP 90 |                                                                        |
| 1994  | Aeroblade 860 Carbolook 760 Carbolook 660 Carbolite 560 KG171 KG131                               | KG 196 Monoblade Vélo « Record »                                 | Cup carbon pro Cup carbon Cup steel Cup kid Gravity Devhill | PP 286 PP 256 PP 226 PP 136 PP Cyclolook                                                  | S2 |                                                                        |
| 1995  | Aeroblade KG 191 KG 171 KG 131 KG 121 KG 111                                                      | KG 196 Monoblade                                                 | Cup X-clusive S Cup steel Cup kid Gravity Devhill Taxis     | PP 286 PP 256 PP 236 PP 136 PP Cyclolook                                                  | S2 | Lookadeux                                                              |
| 1996  | KG 286 KG 292 KG 243 KG 171 KG 251 KG 131 KG 121 KG 111                                           | KG 296 PKV KG 296 CLM KG 296 CLM Titane KG 296 CLM Carbone KG196 |                                                             | PP 286 PP 256 PP 236 PP 136 PP Cyclolook                                                  | SL3 S2 CR2 |                                                                        |
| 1997  | KG 286 KG 181 KG 171 KG 251 KG 231 KG 131 KG 121 KG 111 KG 292 KG 253 KG 243 KG 233               | KG 296 PKV KG 296 CLM Titane KG 296 CLM Carbone                  |                                                             | PP 296 PP 256 Carbon PP 247 PP 137                                                        | SL3 S2 CR2 |                                                                        |
| 1998  | KG 281 KG 271 KG 181 KG 171 KG 286 KG 251 KG 231 KG 221 TI 292 TI 282 AL 264 KG 253 KG 243 KG 233 | KG 296 CLM KG 296 PKV KG 233 P AL 264 T TI 282 T                 | AL 264 CX                                                   | PP 296 PP 256 Carbon PP 247 PP 206                                                        | SL3 S2 CR2 |                                                                        |
| 1999  | KG 281 KG 261 KG 251 KG 231 KG 386 TI 292 AC 353 AL 274 AL 264                                    | KG 296 CLM KG 296 PKV AL 264 T KG 233 P                          | AL 264 CX                                                   | PP 296 PP 256 Carbon PP 247 PP 206                                                        | CR2 | Proto CX7 (PP396)                                                      |
| 2000  | KG 281 KG 386 KG 261 KG 241 AL 374 AL 274                                                         | KG 396 CLM KG 396 Piste AL 264 P                                 | HT 1.1 HT 1.2 HT 1.3 AL 264 CX                              | CX7 PP 396 PP 357 PP 206                                                                  | SL3 S2 CR2 | Look A2 Fourche Look Fournalès Prototypes : AX, KX, VTT Look Fournalès |
| 2001  | KG 381 i KG 381 KG 281 KG 361 KX KG 386 AL 384                                                    | KG 396 CLM KG 396 Piste AL 264 P                                 | AL 264 CX                                                   | CX7 PP 396 PP 357 PP 337 PP 206                                                           | SL3 CR2 | Look A2 Fourche Look Fournalès                                         |
| 2002  | KG 486 KG 381 i KG 386 KG 361 KX KX light KG 461 AL 384                                           | KG 396 CLM KG 396 Piste AL 464 P                                 |                                                             | CX7 CX6 A5.1 A3.1 PP 396 PP 357 PP 206                                                    | 4X4 | Roues carbone Pédalier carbone Power Fourche Look Fournalès            |
| 2003  | KG 486 KG 481 SL KG 386 i KG 451 KX light KG 461                                                  | KG 396 CLM KG 396 Track                                          |                                                             | CX7 CX6 A5.1 A3.1 PP 396 PP 357 PP 206                                                    | 4X4 | Pédalier carbone Power                                                 |
| 2004  | 486 585 481 SL 555 386 i KX light 461                                                             | 496 Track                                                        |                                                             | KEO Carbon CX7 CX6 A5.1 A3.1 PP 206                                                       | 4X4 | Pédalier carbone Power Roues 2.5 et 3.8                                |
| 2005  | 585 486 565 386 i 555                                                                             | 496 Track 496 CLM 496 TRI                                        |                                                             | KEO HM KEO Carbon KEO Sprint KEO Classic CX7 CX6                                          | 4X4 |                                                                        |
| 2006  | 595 585 565 486 555                                                                               | 496 TT 496 TRI                                                   |                                                             | KEO HM KEO Carbon KEO Sprint KEO Classic CX7                                              | 4X4 |                                                                        |
| 2007  | 595 586 585 555                                                                                   | 496 TRI 496 Track 496 TT                                         | 986                                                         | KEO HM KEO Carbon KEO Elle KEO Sprint KEO Classic                                         | Quartz | KEO Grip                                                               |
| 2008  | 595 586 585 566                                                                                   | 596 TRI 596 Track 596 CLM 496 TRI 496 Track 576 Aero             | 986 996                                                     | KEO HM KEO Carbon KEO Sprint KEO Classic                                                  | Quartz |                                                                        |
| 2009  | 595 586 585 566                                                                                   | 596 I-Pack 596 596 Track 496 Track AL 464 P 576 Aero             | 986 996                                                     | KEO Blade KEO 2 Max KEO Classic                                                           | Quartz | KEO FIT                                                                |
| 2010  | 695 586 SL 586 RSP 566                                                                            | 596 I-Pack 596 596 Track 496 Track AL 464 P 576 Aero 576 RSP     | 996 986 E-POST 986 RSP                                      | KEO Blade KEO Blade Aero KEO 2 Max KEO Classic                                            | Quartz |                                                                        |
| 2011  | 695 586 566                                                                                       | 596 I-Pack 596 Track 496 ZED AL 464 P 576 Aero 576 RSP           | 920 986 E-POST 986 RSP X85                                  | KEO Power KEO Blade KEO Blade Aero KEO 2 Max KEO Classic                                  | Quartz |                                                                        |
| 2012  | 695 586 SL 675 566                                                                                | L96 596 Track AL 464 P 596 I-Pack 576 RSP                        | 920 986 E-POST 986 RSP X85                                  | KEO Power KEO Blade KEO Blade Aero KEO 2 Max KEO Classic KEO Easy Keo Flex                | S-Track S-Track Race                                                                                               |                                                                        |
| 2013  | 695 Aerolight675 566                                                                              | L96 Speed L96 Pursuit AL 464 P 596 I-Pack                        | 927 Carbon 927 Alu 920 986 X85                              | KEO Power KEO Blade 2 KEO 2 Max KEO Classic 2 KEO Easy                                    | S-Track S-Track Race                                                                                               |                                                                        |
| 2014  | 795 Aerolight695 Aerolight 675 566                                                                | L96 Speed L96 Pursuit AL 464 P AC 364 596 I-Pack                 | 987 989 927 Carbon 927 Alu X85                              | KEO Power KEO Blade 2 KEO 2 Max Blade KEO 2 Max KEO Classic 2 KEO Easy Plus KEO Flex 2    | S-Track S-Track Race                                                                                               | Look Touring Look City                                                 |
| 2015  | 795 Aerolight695 Aerolight 675 Light 765                                                          | 796 Monoblade L96 CR 564 P AL 464 P AC 364                       | 987 989 977 979 927 Carbon 927 Alu                          | KEO Power KEO Blade 2 KEO 2 Max Blade KEO 2 Max KEO Classic 2 KEO Easy                    | S-Track S-Track Race                                                                                               | Look Touring Look City                                                 |
| 2016  | 795 Aerolight695 Light 675 Light 765                                                              | 796 Monoblade R96 Speed R96 TT CR 564 P AL 464 P AC 364          | 987 989 977 979                                             | KEO Power KEO Blade Carbon KEO Blade KEO 2 Max KEO Classic 3                              | S-Track S-Track Race                                                                                               |                                                                        |
| 2017  | 795 Aerolight RS 785 Huez 785 Huez RS 765 Optimum                                                 | 796 Monoblade RS R96 875 Madison AL 464 P                        | 987 RS 989 RS 977 979                                       | KEO Blade Carbon KEO Blade KEO 2 Max KEO Sprint KEO Classic 3                             | |                                                                        |
| 2018  | 795 Light RS 795 Blade RS 785 Huez 785 Huez RS 765 Optimum E-765 Optimum                          | 796 Monoblade RS R96 875 Madison AL 464 P                        | 987 RS 989 RS 977 979 765 Gravel RS E-765 Gravel Disc       | Exakt KEO Blade Carbon KEO Blade KEO 2 Max KEO Sprint KEO Classic 3                       | X-Track X-Track EN-Rage                                                                                            |                                                                        |
| 2019  | 795 Light RS 795 Blade RS 785 Huez 785 Huez RS 765 Optimum E-765 Optimum                          | 796 Monoblade RS R96 Speed Evo R96 TT Evo 875 Madison AL 464 P   | E-765 Gravel 765 Gravel                                     | Exakt KEO Blade Carbon KEO 2 Max KEO Classic 3 Plus KEO Classic 3                         | GEO Trekking Grip GEO Trekking GEO Trekking Roc X-Track EN-Rage X-Track                                            | Système Vision                                                         |
| 2020  | 795 Blade RS 785 Huez 785 Huez RS E-765 Optimum 765 Optimum + 765 Optimum                         | 796 Monoblade RS T20 Speed Evo T20 TT Evo 875 Madison AL 464 P   | E-765 Gravel 765 Gravel                                     | Exakt KEO Blade Track Edition KEO Blade Carbon KEO 2 Max KEO Classic 3 Plus KEO Classic 3 | GEO Trekking GripGEO Trekking GEO Trekking Roc GEO City Grip GEO City Trail Roc Trail Grip X-Track EN-Rage X-Track | Roues R38D Système Vision                                              |

## Sponsoring
En 2012 : Cofidis, Astana, Oméga Pharma Quick-Step, Lampre-ISD, AG2R La Mondiale, Movistar, Vacansoleil-DCM, Lotto Belisol, Europcar, Bigmat-Auber 93, Team Tibco, Endura Racing, Bretagne Séché environnement, Topsport Vlaanderen, IG Sigma Sport, Competitive Cyclist, Optum Health Pro Cycling
Look Cycle est également sponsor de la Coupe de France de la division nationale 1 (DN1).
Entre 2009 et 2014, Look a fourni les vélos de l'équipe de cyclisme professionnel Team Cofidis, puis à nouveau à compter de 2023.
De 2015 à 2018, Look fournit les vélos de l'équipe de cyclisme professionnel Fortuneo-Oscaro.
De 2019 à 2021, l'entreprise fournit les vélos de l'équipe Delko Marseille Provence.
Depuis 2022, l'entreprise est sponsor de la team Cofidis

## Palmarès

### Palmarès route
Sur route, depuis 1984, la marque compte près de dix mille victoires avec ses pédales automatiques ; quant aux cadres, ils totalisent environ cinq mille victoires depuis 1985[réf. nécessaire].

#### Tour de France
Source.
Sur le Tour de France, les pédales Look se sont imposées près de 209 fois et pour les cadres on compte 29 victoires d’étapes.
Pour ce qui est du classement général, Look a remporté sept fois le maillot jaune avec ses pédales (1985, 1986, 2006, 2007, 2014, 2020, 2021). Hinault en 1985 et Lemond en 1986 disposaient d’un vélo de la marque.
Look a aussi remporté 31 classements annexes avec ses pédales, 7 maillots vert (1992, 1995, 2005, 2006, 2007, 2015, 2016), 8 maillots blanc (1986, 1990, 2001, 2006, 2007, 2011, 2013, 2015, 2018 et 2020) et 16 maillots de la montagne (1986, 1994, 1995, 1996, 1997, 2000, 2001, 2002, 2009, 2011, 2012, 2013, 2014, 2016, 2019, 2020). Sur l’ensemble de ces maillots, 8 ont aussi été remportés par un coureur équipé d’un vélo Look, 3 maillots de la montagne (1986, 1994, 2000), 3 maillots vert (1992, 1995, 2005) et 2 maillots blanc (1986, 1990).

#### Tour d'Italie
Source.
Look sur le Giro a glané 187 victoires avec ses pédales et 12 avec ses cadres.
La marque nivernaise a aussi reporté le classement général à sept reprises (1990, 1998, 2013, 2014, 2015, 2016, 2019), le classement par points quatre fois (1988, 1990, 2012, 2013), cinq classements du meilleur jeune (2008, 2011, 2013, 2015, 2018, 2019) et un classement de la montagne (2010).

#### Tour d'Espagne
Source.
Look sur le Tour d'Espagne compte 225 succès avec ses pédales et 60 avec ses cadres.
Des victoires finales sont aussi à mettre à l’actif de coureurs équipés par la marque française. Elle compte quatorze classements généraux (1991, 1995, 1996, 1997, 2000, 2001, 2004, 2005, 2008, 2009, 2012, 2014, 2015, 2016) avec ses pédales et sur cinq d’entre eux (1991, 1995, 1996, 1997, 2000), le coureur bénéficiait d’un cadre Look.
Pour ce qui est des classements annexes, Look comptabilise onze classements par point (1994, 1995, 1996, 1997, 2000, 2006, 2008, 2012, 2013, 2015, 2018) dont six avec un vélo (1994, 1995, 1996, 1997, 2000, 2006), neuf classements de la montagne (1994, 1995, 2009, 2010, 2011, 2013, 2018, 2019, 2020) dont cinq avec un vélo (1995, 2009, 2010, 2011, 2013) et trois classements du meilleur jeune (2017, 2019, 2020).

#### Classiques
Look ne s’est pas seulement illustré sur les grands Tours : la marque compte 42 monuments pour ses pédales et 2 monuments pour ses vélos[réf. nécessaire].
On retrouve sept Milan-San Remo dont un avec un cadre de la marque en 1995 avec Laurent Jalabert, cinq Paris-Roubaix, cinq Tour des Flandres, douze Liège-Bastogne-Liège et treize Tour de Lombardie dont la victoire de Laurent Jalabert en 1997 sur un vélo Look.

#### Championnats du monde
Des maillots arc-en-ciel sont aussi à ajouter au palmarès de Look avec treize titres de champion du monde sur l’épreuve en ligne et six sur l’épreuve du contre-la-montre. Parmi ces titres, deux ont été remportés sur un vélo de la marque, un sur l’épreuve en ligne avec Luc Leblanc en 1994 et le second sur le contre-la-montre avec Santiago Botero en 2002.

#### Jeux olympiques
Look compte six médailles sur les épreuves de cyclisme sur route aux Jeux olympiques. Elles sont réparties en trois Olympiades.
On retrouve la première médaille aux Jeux olympiques de Barcelone en 1992 avec la médaille de bronze remportée sur le CLM par équipe par l’équipe de France. Lors des JO de Londres, Vinokourov remporte la course ligne homme. Il apporte une deuxième médaille et le premier titre olympique en cyclisme sur route à la marque. Les quatre dernières médailles ont été remportées aux Jeux de Rio avec l’argent et le bronze sur la course en ligne homme (Fuglsang, Majka) comme sur la course en ligne femme (Johassen, Longo Borghini).

### Palmarès piste
Source.
Le palmarès sur piste de Look lors des championnats du monde depuis ceux de Stuttgart en 1991 est de 93 titres et 231 médailles. Pour les Jeux olympiques, Les premières médailles et titres datent des JO d’Atlanta en 1996 et on compte aujourd’hui 14 titres et 44 médailles.

#### Records du monde
La marque détient actuellement trois records du monde :
- le kilomètre (56 s 303) réalisé par François Pervis (France) à Aguascalientes (Mexique) en 2013 ;
- le 500 m par équipe F (32 s 034) réalisé par le duo Gong Jinjie/Zhong Tianshi (Chine) à Saint-Quentin-en-Yvelines (France) en 2015 ;
- le 500 m départ lancé F (29 s 970) réalisé par Kristina Vogel (Allemagne) à Francfort (Allemagne) en 2016.

### Palmarès VTT et cyclo-cross
Le palmarès en VTT XCO et cyclo-cross de Look est de sept titres de champion du monde pour des athlètes disposant de pédales Look et un titre pour un vélo de la marque ; il s’agit de Laurence Leboucher en 2004 lors des championnats du monde de cyclocross.